# 萧宝览
萧宝览（？—502年2月25日），南朝齐安陆昭王萧缅第二子。
建武元年（494年），齐明帝萧鸾篡位，追封萧缅为安陆王，封萧宝览为江陵县公。永元元年（499年），始安王萧遥光叛乱被杀，萧宝卷立萧宝览为始安王，出继始安靖王萧凤。永元二年（500年）五月，出任持节、督湘州、辅国将军、湘州刺史。
中兴元年（501年），萧衍携齐和帝萧宝融攻入建康，荒淫残暴的废帝萧宝卷被杀。萧宝览之兄安陆王萧宝晊感到不安，遂谋反。中兴二年二月壬戌（502年2月25日），萧宝览与兄湘东王萧宝晊、弟宵城公萧宝宏一并被萧衍诛杀。